# Франклин, Барбара
Барбара Энн Хакман Франклин (англ. Barbara Ann Hackman Franklin; род. 19 марта 1940, Ланкастер, Пенсильвания) — американский предприниматель и управленец, двадцать девятый министр торговли США.

## Биография
Родилась в Ланкастере, в штате Пенсильвания, в 1940 году. Окончила школу Хемпфилд, затем училась в университете штата Пенсильвания, который окончила в 1962 году со степенью бакалавра искусств. В 1964 году закончила Гарвардскую школу бизнеса, став одной из первых женщин-выпускниц этого учебного заведения и получив степень магистра делового администрирования.
В 1969 году она стала помощником вице-президента банка Citibank. С 1971 по 1973 год была помощником начальника штаба президента США Ричарда Никсона. Работала в Комиссии по безопасности потребителей и продуктов до 1979 года.
С 1979 по 1992 год состояла в правлении компании Aetna, с 1979 по 1988 год — старший научный сотрудник Уортонской школы бизнеса Пенсильванского университета. В 1980 году основала собственную компанию в сфере консалтинга, Barbara Franklin Enterprises, с момента основания которой Франклин является президентом и исполнительным директором. Также была членом совета директоров компаний Dow Chemical, Westinghouse Electric, Stanley Black & Decker и Nordstrom. Дважды входила в консультативный совет президента США по торговле.
26 февраля 1992 года была предложена президентом Джорджем Бушем-старшим на пост Министра торговли. Её кандидатура была одобрена Сенатом страны, и 27 февраля Барбара была приведена к присяге. Во время её руководства США удалось увеличить количество экспортируемых товаров, прежде всего, в Россию, Китай, Мексику и Японию. По её инициативе были отменены санкции, наложенные Соединёнными Штатами на Китай в июне 1989 года после событий на площади Тяньаньмэнь. После победы на президентских выборах Билла Клинтона Барбара Франклин покинула свой пост.
После ухода с государственной службы Барбара продолжила деятельность в частной сфере, была членом правления Aetna, Dow Chemical, AMP, Inc. В то же время она была членом правления Guest Services, Inc. (1995-2002), JA Jones (1995-1998), MedImmune (1995-2007), Milacron (1996-2005), NASDAQ (1996-1997), Watson Wyatt (2000-2002), Aviron (2001-2002) и GenVec (2002-2007). Ныне возглавляет собственную консалтинговую фирму, Barbara Franklin Enterprises.